# سيمان (سياسي)
سينتهاميزان سيمان     (من مواليد 8 نوفمبر 1966) هو سياسي هندي وصانع أفلام ومنسق رئيسي للحزب السياسي نام تاميلار كاتشي في تاميل نادو. وهو من المدافعين عن إنشاء بنك التصويت للتاميل.
بدأ سيمان حياته المهنية كمخرج أفلام في منتصف التسعينيات، حيث عمل في أفلام مثل بانشالانكوريتشي (1996) و فييراناداي (2000). جعل فشل أفلامه المبكرة من الصعب عليه جذب العروض كمخرج وتوقف العديد من مشاريعه المقترحة في أواخر التسعينيات. عاد لاحقًا من خلال الفيلم الناجح تامبي (2006)، على الرغم من الفشل التجاري لفيلمه التالي، دفع سيمان إلى إعطاء الأولوية للالتزامات كممثل مساعد في أواخر العقد الأول من القرن الحادي والعشرين.
في أوائل عام 2010، أسس سيمان حزبًا سياسيًا قوميًا تاميلًا، ومنذ ذلك الحين ظهر في الأخبار بسبب تصريحاته المثيرة للجدل حول القضايا الاجتماعية الهندية.   

## حياة سابقة
ولد سيمان في أرانيور، تاميل نادو إلى سينتهاميزان، عضو الكونغرس وأنامال في أرانيور، تاميل نادو.  درس في المدرسة الابتدائية الحكومية في أرانيور حتى الصف الخامس. التحق بمدرسة KK إبراهيم علي الثانوية من الصف السادس إلى الصف العاشر وأنهى فصله 11 و 12 في إيلايانكودي. أكمل شهادته الجامعية في الاقتصاد من كلية ذاكر حسين في إيلايانكودي.    لليمان أخ اسمه جيمس بيتر.  خلال سنوات دراسته الثانوية والجامعية، كان سيمان مفتونًا بالمُثُل العليا لحركة درافيدان. انتقل إلى تشيناي لمتابعة حلمه في العمل في صناعة السينما. 

## مهنة الفيلم
تولى سيمان الإخراج السينمائي كمهنة بعد أن ألهمته أفلام بهاراتراجا ومانيفانان. عمل كمساعد مخرج مع بهاراتراجا ومانيفانان.  بدأ سيمان مسيرته المهنية بإخراج فيلم بانشالانكوريتشي (1996)، وهو فيلم أكشن قروي من بطولة برابهو ومادهو. تعاون مع برابهو مرة أخرى في فيلم إينيافال (1998)، وهو فيلم رومانسي شارك فيه الممثلات سوفالاكشمي والجوثامي وكيرثي ريدي. كان فيلم سيمان الثالث هو فيلم فييراناداي (2000) مع ساتحياراج وخوشبو، والذي حصل على مراجعات مختلطة من النقاد وكان أداؤه التجاري ضعيفًا. جعل فشل أفلامه الأولية من الصعب على سيمان جذب المنتجين للعمل في أفلامه التالية. خلال أواخر التسعينيات وأوائل العقد الأول من القرن الحادي والعشرين، عمل في أربعة مشاريع أخرى، فايغاي كاراي أورام مع فيجاياكانث، و أناندهام مع كارثيك، و كارما فيرار مع آر. ساراثكومار، و سيثوباتي تشيمايلي مع راجكيران، لكن جميعها فشلت في التطور إلى ما بعد الإنتاج. 
ثم قام سيمان بعمل فيلم القرية، ثامبي (2006)، بطولة مادهافان في الدور الفخري.  توقف إنتاج الفيلم لفترة وجيزة بعد خلاف بين الممثل والمخرج، بعد أن أثار سيمان اعتراضًا على عودة مادهافان ليكون مع عائلته من أجل ولادة ابنه. افتتح الفيلم لمراجعات مختلطة لكنه كان أداؤه تجاريًا جيدًا.  تلقى أحدث إصدار من الإخراج، فاذهثوغال (2008)، مراجعات سلبية وكان أداؤه ضعيفًا في شباك التذاكر. لاحظ أحد المراجعين من Sify أن «التنفيذ مبتذل والنتيجة النهائية هي فيلم رسائل كئيب وممل يتركك مرهقًا.» 
جعل فشل فاذهثوغال من الصعب على سيمان العثور على منتجين وممثلين للعمل في مشاريعه الأخرى المقترحة، على الرغم من اهتمامه بمواصلة العمل كمخرج أفلام. في أواخر العقد الأول من القرن الحادي والعشرين، حاول سيمان أن يصنع فيلمًا بعنوان باجالافان مع بطولة أجيث كومار أو مادهافان، لكنه لم ينجح. كان سيمان يأمل بعد ذلك في صنع الفيلم مع فيكرام لاستوديو الإنتاج للمخرج بالا، لكن المشروع لم يتحقق. في منتصف عام 2010، وافق المنتج كالايبولي إس دانو على تمويل المشروع، وأجرى سيمان محادثات مع فيجاي ليكون جزءًا من الفيلم.  رفض الممثل لاحقًا العمل في المشروع، مما دفع سيمان للتحدث ضد فيجاي. في عام 2013، اقترب سيمان من جييفا وجايام رافي وأريا وفيشال للعمل في المشروع، لكن لم يوافق أي من الممثلين على أن يكونوا جزءًا من الفيلم.    في عام 2017، كان سيمان يجري محادثات مع فيجاي أنتوني ليبرز في الدور الرئيسي، ثم مع سيلامباراسان في عام 2018، لكن كلا الممثلين اختاروا لاحقًا إعطاء الأولوية للمشاريع الأخرى.  في عام 2017، أعلن سيمان عن مشروع آخر بعنوان كوبام مع جي في براكاش كومار في الدور الرئيسي. ومع ذلك، على الرغم من الإعلان، فشل الفيلم في العثور على منتجين وتوقف. 
منذ منتصف العقد الأول من القرن الحادي والعشرين، عمل سيمان في الغالب كممثل. أدواره البارزة بما في ذلك الشخصيات الداعمة في باليكودام (2007) و إيفانو أوروفان (2007).

## السياسة والنشاط
تلقى سيمان رسائل تهديد لدعمها حركة نمور تحرير تاميل إيلام.

### الحياة السياسية المبكرة ونعام تاميلار كاتشي
تناول سيمان أيديولوجية بيريار وإلغاء الطبقات في صناعة السينما. في انتخابات مجلس النواب لعام 2006، قام بحملة لتحالف DMK ، ووقف بشكل خاص إلى جانب S. رامادوس من باتالي مكال كاتشي وألقى خطابات ضد ترشيح فيجاياكانث. التقى مع فيلوبيلاي برابهاكاران في عام 2008 عندما كانت الحرب بين الحكومة السريلانكية وجبهة نمور تحرير تاميل إيلام تلوح في الأفق. بعد ذلك، بدأ سيمان في التحدث علناً ضد قتل عدد كبير من التاميل خلال الحرب الأهلية في سريلانكا. كان خطاب سيمان الذي أعقب ذلك في رامسوارام بمثابة نقطة تحول في حياته السياسية التي تم اعتقاله بسببها. كما احتُجز لاستمراره في التحدث بصراحة لصالح حركة نمور تحرير تاميل إيلام. وقد خضع لقانون الأمن القومي وحظر جوازات السفر ومراقبة الدولة. 
قُبض على سيمان في مارس / آذار 2009 بموجب قانون الأمن القومي لتحدثها لصالح حركة نمور تحرير تاميل إيلام وتم إيداعها في سجن كالابت.
اجتمع سيمان مع العديد من النشطاء الآخرين في 18 مايو 2009، بالتزامن مع نهاية الحرب الأهلية السريلانكية في مادوراي لتشكيل نعم تميلار إياكام، كزي اجتماعي. وتحول بعد ذلك إلى حزب سياسي اسمه نعم تاميلار كاتشي.
تم القبض على سيمان في تشيبوك بموجب قانون الأمن القومي لإلقائه خطابات تحريضية في اجتماع احتجاجا على مقتل صياد من التاميل على يد البحرية السريلانكية. احتُجز في سجن فيلور المركزي لمدة خمسة أشهر.

### النشاط السياسي (2011-2019)
عند إطلاق سراحه من السجن لمدة خمسة أشهر في سجن فيلور، قام سيمان في عام 2011 بحملة نشطة لهزيمة حزب المؤتمر في انتخابات مجلس الولاية.   كان محايدًا في MDMK و DMK بينما قدم دعمًا لـ AIADMK.   قام سيمان بحملته الانتخابية في 59 من أصل 63 مكانًا كان حزب المؤتمر يتنافس عليها، وهُزم الحزب في جميع تلك الدوائر باستثناء واحدة.   
منذ انتخابات الجمعية لعام 2011، شارك سيمان وحزبه بنشاط في أسباب مختلفة مثل الاحتجاجات المناهضة لمحطة الطاقة النووية في كودانكولام   أو الهجمات على صيادي التاميل التي ارتكبتها البحرية السريلانكية  أودى بحياة أكثر من 800  صياد.
خلال الانتخابات البرلمانية في عام 2014، صرح سيمان أن Naam تاميلار كاتشي سوف يقوم بحملة من أجل هزيمة المرشحين من قبل الكونجرس، حزب بهاراتيا جاناتا و DMDK حيث يتنافسون وسوف يدعمون ADMK.
في فبراير 2015، تصور الحزب فيرا ثاميزهار موناني، بهدف إحياء واستعادة ثقافة وتقاليد التاميل القديمة. في سبتمبر / أيلول 2016، كان سيمان من بين نحو 176 شخصًا اعتقلوا بعد «محاولتهم فرض حصار على سد سريفيكونتام، حيث كانت أعمال إزالة المياه جارية بناءً على توجيه من المحكمة الخضراء الوطنية».

### 2016 انتخابات جمعية تاميل نادو
نافس نام تاميلار كاتشي في انتخابات الجمعية لعام 2016، وكان سيمان هو المرشح الوزاري الأول من دائرة كودالور.   تنافس الحزب في جميع الدوائر الانتخابية البالغ عددها 234 بمفرده، في انتخابات تاميل نادو وكذلك تلك الموجودة في بودوتشيري. خاض سيمان في انتخابات الجمعية التشريعية لتاميل نادو لعام 2016 من دائرة كودالور وحصل على 12497 صوتًا وخسر بهامش منخفض، واحتل المركز الخامس وخسر ودائعه في هذه العملية.
NTK ، في انتخابات الجمعية العامة TN 2016، فشلت في الفوز بمقعد واحد.

### 2019 الانتخابات العامة الهندية
نافس نام تاميلار كاتشي في جميع الدوائر الانتخابية الـ 39 الموجودة في تاميل نادو،  لكنه حصل على 4٪ فقط من حصة التصويت، وبالتالي فقد الودائع في جميع الدوائر الانتخابية. كان أداء NTK جيدًا في المناطق الريفية مقارنة بالمناطق الحضرية.
| حزب، حفلة | حزب، حفلة | مُرَشَّح | الأصوات | ٪ |  |
| --------- | --------- | ---- | ------- | - |  |

| حزب، حفلة | حزب، حفلة | مُرَشَّح | الأصوات | ٪ |  |
| --------- | --------- | ---- | ------- | - |  |

## الحياة الشخصية
سيمان متزوجة من كايالفيجي، ابنة ك كاليموثو، الرئيس السابق للجمعية التشريعية تاميل نادو من حزب AIADMK. أقيم الحفل وفقًا للتقاليد التاميلية في أرض جمعية الشبان المسيحية في ناندانام، تشيناي خلال سبتمبر 2013.
ادعت الممثلة فيجايالاكشمي أنها كانت على علاقة مع سيمان التي التقت بها في مجموعات فيلم فاذهثوغال لسيمان خلال عام 2007. في عام 2011، تقدمت بشكوى للشرطة ضده لخداعها. واصل الزوجان الانخراط في حرب كلامية علنية طوال 2010، حيث حاول فيجايالاكشمي لاحقًا الانتحار في يوليو 2020، وألقى باللوم على سيمان وأنصاره في التعذيب.  في عام 2011، أعرب سيمان علنًا عن رغبته في الزواج من امرأة سريلانكية تاميلية واختار يارلماثي، أرملة أحد مقاتلي حركة نمور تحرير تاميل إيلام، لكنه لم يفعل ذلك لاحقًا.

## الخلافات
في نوفمبر 2009، أثناء قيامه بجولة محاضرة في كندا، ألقي القبض على سيمان من قبل وكالة خدمات الحدود الكندية لإلقاء خطاب حارق مليء بالكراهية في حدث في تورنتو. وبحسب ما ورد تحدث في الخطاب عن استئناف الحرب الأهلية في سريلانكا، وزعم أنه قال «لا يمكن للسنهالية أن تعيش»، مضيفًا أنه كان ينبغي على جبهة نمور تحرير تاميل إيلام قصف 100 مدرسة سينهالية مقابل كل مدرسة التاميل التي تعرضت للهجوم.
أثناء حملته الانتخابية في انتخابات فرعية لجمعية فيكرافاندي، أعلن أن حزبه أعلن بفخر مقتل عدو (راجيف غاندي) لأنه أرسل قوة حفظ السلام الهندية (IPKF) إلى إيلام التي قتلت العديد من التاميل. أثار هذا الخطاب انتقادات من أشخاص من مختلف الأطياف السياسية. بعد هذا الحدث، وجهت الشرطة له العديد من التهم.  
الجانب الأكثر إثارة للجدل في سيمان وحزبه السياسي هو النقاء العرقي الذي يعتمد بشكل تعسفي على الخطوط الطبقية. وهو يدعي أن «تراجع شعب التاميل» يرجع إلى استمرار حكم تاميل نادو من قبل «فانديريس» (يشير إلى الغرباء أو غير التاميل وخاصة التيلوغوس على أساس الطبقة الاجتماعية وتاريخ الهجرة) والأمل الوحيد للتاميل هو انتخاب «التاميليين الحقيقيين» إلى السلطة. في عام 2013 ، دعا سيمان الزعيم الكشميري الانفصالي ياسين مالك لحضور أحد اجتماعاته العامة ووجه انتقادات
في فبراير 2023 ، أثناء حملة الانتخابات الفرعية لدائرة تآكل الجمعية الشرقية ، عندما تحدث عن ملوك فيجايانجار الذين استولوا على تاميل نادو ، قال: "لقد أحضروا أعضاء من مجتمع أرونثيار إلى هذه المنطقة للقيام بالقمامة". وقد تلقى رد فعل عنيف وأثارت تعليقاته أيضًا احتجاجات من قبل جماعة أرونثثيار. أصدرت لجنة الانتخابات أيضًا إشعارًا إلى NTK تطلب توضيحًا. تم حجز سيمان أيضًا من قبل شرطة كارونجالبالايام ، حيث تم تسجيل قضية تحت ثلاثة أقسام. في تاميل نادو ، نظمت الاحتجاجات نام تاميلار كاتشي (NTK) وكذلك المنظمات السياسية الإسلامية والأحزاب السياسية الأخرى في بعض المدن. انتقد زعيم NTK سيمان فيلم "قصة كيرالا" وذكر أنه جزء من اتجاه الأفلام التي تغذي الإسلاموفوبيا أثناء الانتخابات.